# Georges Grün
Georges Grün (Schaerbeek, 25 gennaio 1962) è un ex calciatore belga, di ruolo difensore o mediano.

## Biografia
Il 22 febbraio del 1993 muore a causa di un arresto cardiaco la figlia di pochi mesi Victoria, nata prematura.

## Caratteristiche tecniche
Difensore centrale, spesso era schierato anche da mediano.

## Carriera

### Giocatore

#### Club
Dopo aver militato per otto stagioni nell'Anderlecht, passò nel 1990 al Parma di Nevio Scala in cambio di 3 miliardi di lire, firmando un biennale. A Parma divenne un perno della retroguardia emiliana, dove si afferma come stopper, vincendo anche la Coppa Italia nel 1992 e venendo considerato uno dei migliori calciatori del campionato italiano. Nell'autunno del 1993 subisce un infortunio al menisco ed è costretto a fare gli esami del caso ad Anversa.
Dopo 4 stagioni ritornò all'Anderlecht ma, svincolatosi nel 1996, decide di ritornare in Italia vestendo la casacca della Reggiana, squadra per la quale firma un contratto che gli vale uno stipendio di 400 milioni di lire, ma dove non è più pagato da febbraio a maggio 1997, terminando la carriera nell'estate 1997.

#### Nazionale
Con il Belgio partecipò alle rassegne di Francia 1984, campionato del mondo 1986 (arrivando quarto), Italia 1990 e di campionato del mondo 1994. Dal 1991 al 1994 è stato il capitano della selezione belga. Il debutto con i Diavoli rossi è arrivato il 13 giugno 1984 in occasione della prima sfida della sua squadra agli Europei del 1984 contro la Jugoslavia, segnando anche il goal del definitivo 2-0 dei belgi.

### Dopo il ritiro
Attualmente lavora come presentatore televisivo per le partite di UEFA Champions League sul canale belga Club RTL.

## Statistiche

### Presenze e reti nei club
Statistiche aggiornate al termine della carriera.
| Stagione          | Squadra           | Campionato        | Campionato | Campionato | Coppe nazionali | Coppe nazionali | Coppe nazionali | Coppe continentali | Coppe continentali | Coppe continentali | Altre coppe | Altre coppe | Altre coppe | Totale | Totale |
| Stagione          | Squadra           | Comp              | Pres       | Reti       | Comp            | Pres            | Reti            | Comp               | Pres               | Reti               | Comp        | Pres        | Reti        | Pres   | Reti   |
| ----------------- | ----------------- | ----------------- | ---------- | ---------- | --------------- | --------------- | --------------- | ------------------ | ------------------ | ------------------ | ----------- | ----------- | ----------- | ------ | ------ |
| 1982-1983         | Anderlecht        | D1                | 2          | 0          | CB              | ?               | ?               | CU                 | 0                  | 0                  | -           | -           | -           | 2+     | 0+     |
| 1983-1984         | Anderlecht        | D1                | 29         | 3          | CB              | ?               | ?               | CU                 | 10                 | 0                  | -           | -           | -           | 39+    | 3+     |
| 1984-1985         | Anderlecht        | D1                | 30         | 4          | CB              | ?               | ?               | CU                 | 6                  | 0                  | -           | -           | -           | 36+    | 4+     |
| 1985-1986         | Anderlecht        | D1                | 33         | 5          | CB              | ?               | ?               | CC                 | 5                  | 1                  | SB          | ?           | ?           | 38+    | 6+     |
| 1986-1987         | Anderlecht        | D1                | 32         | 5          | CB              | ?               | ?               | CC                 | 6                  | 1                  | SB          | 1           | 0           | 39+    | 6+     |
| 1987-1988         | Anderlecht        | D1                | 33         | 2          | CB              | 1+              | 0+              | CC                 | 6                  | 0                  | SB          | ?           | ?           | 40+    | 2+     |
| 1988-1989         | Anderlecht        | D1                | 30         | 4          | CB              | ?               | ?               | CdC                | 4                  | 0                  | SB          | ?           | ?           | 34+    | 4+     |
| 1989-1990         | Anderlecht        | D1                | 23         | 4          | CB              | ?               | ?               | CdC                | 7                  | 0                  | -           | -           | -           | 30+    | 4+     |
| 1990-1991         | Parma             | A                 | 33         | 2          | CI              | 2               | 0               | -                  | -                  | -                  | -           | -           | -           | 35     | 2      |
| 1991-1992         | Parma             | A                 | 33         | 4          | CI              | 8               | 1               | CU                 | 2                  | 0                  | -           | -           | -           | 43     | 5      |
| 1992-1993         | Parma             | A                 | 27         | 2          | CI              | 3               | 0               | CdC                | 8                  | 1                  | SI          | 0           | 0           | 38     | 3      |
| 1993-1994         | Parma             | A                 | 16         | 1          | CI              | 1               | 0               | CdC                | 4                  | 0                  | SU          | 0           | 0           | 21     | 1      |
| Totale Parma      | Totale Parma      | Totale Parma      | 109        | 9          |                 | 14              | 1               |                    | 14                 | 1                  |             | 0           | 0           | 137    | 11     |
| 1994-1995         | Anderlecht        | D1                | 16         | 3          | CB              | 4+              | 0+              | UCL                | 0                  | 0                  | SB          | 0           | 0           | 20+    | 3+     |
| 1995-1996         | Anderlecht        | D1                | 22         | 1          | CB              | 1               | 0               | CU                 | 2                  | 0                  | SB          | 1           | 0           | 26     | 1      |
| Totale Anderlecht | Totale Anderlecht | Totale Anderlecht | 250        | 31         |                 | 6+              | 1+              |                    | 46                 | 2                  |             | 2+          | 0+          | 304+   | 34+    |
| 1996-1997         | Reggiana          | A                 | 23         | 0          | CI              | 2               | 0               | -                  | -                  | -                  | -           | -           | -           | 21     | 1      |
| Totale carriera   | Totale carriera   | Totale carriera   | 382        | 40         |                 | 22+             | 2+              |                    | 60                 | 3                  |             | 2+          | 0+          | 466+   | 45+    |

### Cronologia presenze e reti in nazionale
| Cronologia completa delle presenze e delle reti in nazionale ― Belgio | Cronologia completa delle presenze e delle reti in nazionale ― Belgio | Cronologia completa delle presenze e delle reti in nazionale ― Belgio | Cronologia completa delle presenze e delle reti in nazionale ― Belgio | Cronologia completa delle presenze e delle reti in nazionale ― Belgio | Cronologia completa delle presenze e delle reti in nazionale ― Belgio | Cronologia completa delle presenze e delle reti in nazionale ― Belgio | Cronologia completa delle presenze e delle reti in nazionale ― Belgio |
| Data                                                                  | Città                                                                 | In casa                                                               | Risultato                                                             | Ospiti                                                                | Competizione                                                          | Reti                                                                  | Note                                                                  |
| --------------------------------------------------------------------- | --------------------------------------------------------------------- | --------------------------------------------------------------------- | --------------------------------------------------------------------- | --------------------------------------------------------------------- | --------------------------------------------------------------------- | --------------------------------------------------------------------- | --------------------------------------------------------------------- |
| 13-6-1984                                                             | Lens                                                                  | Belgio                                                                | 2 – 0                                                                 | Jugoslavia                                                            | Euro 1984 - 1º turno                                                  | 1                                                                     |                                                                       |
| 16-6-1984                                                             | Nantes                                                                | Francia                                                               | 5 – 0                                                                 | Belgio                                                                | Euro 1984 - 1º turno                                                  | -                                                                     |                                                                       |
| 19-6-1984                                                             | Strasburgo                                                            | Belgio                                                                | 2 – 3                                                                 | Danimarca                                                             | Euro 1984 - 1º turno                                                  | -                                                                     |                                                                       |
| 5-9-1984                                                              | Bruxelles                                                             | Belgio                                                                | 0 – 2                                                                 | Argentina                                                             | Amichevole                                                            | -                                                                     |                                                                       |
| 17-10-1984                                                            | Bruxelles                                                             | Belgio                                                                | 3 – 1                                                                 | Albania                                                               | Qual. Mondiali 1986                                                   | -                                                                     |                                                                       |
| 19-12-1984                                                            | Amarousio                                                             | Grecia                                                                | 0 – 0                                                                 | Belgio                                                                | Qual. Mondiali 1986                                                   | -                                                                     | 74’                                                                   |
| 22-12-1984                                                            | Tirana                                                                | Albania                                                               | 2 – 0                                                                 | Belgio                                                                | Qual. Mondiali 1986                                                   | -                                                                     |                                                                       |
| 27-3-1985                                                             | Bruxelles                                                             | Belgio                                                                | 2 – 0                                                                 | Grecia                                                                | Qual. Mondiali 1986                                                   | -                                                                     |                                                                       |
| 1-5-1985                                                              | Bruxelles                                                             | Belgio                                                                | 2 – 0                                                                 | Polonia                                                               | Qual. Mondiali 1986                                                   | -                                                                     |                                                                       |
| 11-9-1985                                                             | Chorzów                                                               | Polonia                                                               | 0 – 0                                                                 | Belgio                                                                | Qual. Mondiali 1986                                                   | -                                                                     | 52’                                                                   |
| 16-10-1985                                                            | Anderlecht                                                            | Belgio                                                                | 1 – 0                                                                 | Paesi Bassi                                                           | Qual. Mondiali 1986                                                   | -                                                                     | 68’                                                                   |
| 20-11-1985                                                            | Rotterdam                                                             | Paesi Bassi                                                           | 2 – 1                                                                 | Belgio                                                                | Qual. Mondiali 1986                                                   | 1                                                                     | 47’                                                                   |
| 19-2-1986                                                             | Elche                                                                 | Spagna                                                                | 3 – 0                                                                 | Belgio                                                                | Amichevole                                                            | -                                                                     |                                                                       |
| 23-4-1986                                                             | Bruxelles                                                             | Belgio                                                                | 2 – 0                                                                 | Bulgaria                                                              | Amichevole                                                            | -                                                                     | 46’                                                                   |
| 19-5-1986                                                             | Bruxelles                                                             | Belgio                                                                | 1 – 3                                                                 | Jugoslavia                                                            | Amichevole                                                            | -                                                                     | 46’                                                                   |
| 8-6-1986                                                              | Toluca                                                                | Belgio                                                                | 2 – 1                                                                 | Iraq                                                                  | Mondiali 1986 - 1º turno                                              | -                                                                     | 68’                                                                   |
| 11-6-1986                                                             | Toluca                                                                | Belgio                                                                | 2 – 2                                                                 | Paraguay                                                              | Mondiali 1986 - 1º turno                                              | -                                                                     | 89’                                                                   |
| 15-6-1986                                                             | León                                                                  | Belgio                                                                | 4 – 3 dts                                                             | Unione Sovietica                                                      | Mondiali 1986 - Ottavi di finale                                      | -                                                                     | 111’                                                                  |
| 22-6-1986                                                             | Puebla de Zaragoza                                                    | Belgio                                                                | 1 – 1 dts (5 – 4 dtr)                                                 | Spagna                                                                | Mondiali 1986 - Quarti di finale                                      | -                                                                     | 115’                                                                  |
| 25-6-1986                                                             | Città del Messico                                                     | Argentina                                                             | 2 – 0                                                                 | Belgio                                                                | Mondiali 1986 - Semifinale                                            | -                                                                     |                                                                       |
| 28-6-1986                                                             | Puebla de Zaragoza                                                    | Belgio                                                                | 2 – 4                                                                 | Francia                                                               | Mondiali 1986 - Finale 3º posto                                       | -                                                                     |                                                                       |
| 10-9-1986                                                             | Bruxelles                                                             | Belgio                                                                | 2 – 2                                                                 | Irlanda                                                               | Qual. Euro 1988                                                       | -                                                                     |                                                                       |
| 14-10-1986                                                            | Lussemburgo                                                           | Lussemburgo                                                           | 0 – 6                                                                 | Belgio                                                                | Qual. Euro 1988                                                       | -                                                                     | 51’                                                                   |
| 19-11-1986                                                            | Bruxelles                                                             | Belgio                                                                | 1 – 1                                                                 | Bulgaria                                                              | Qual. Euro 1988                                                       | -                                                                     | 56’                                                                   |
| 4-2-1987                                                              | Braga                                                                 | Portogallo                                                            | 1 – 0                                                                 | Belgio                                                                | Amichevole                                                            | -                                                                     |                                                                       |
| 1-4-1987                                                              | Anderlecht                                                            | Belgio                                                                | 4 – 1                                                                 | Scozia                                                                | Qual. Euro 1988                                                       | -                                                                     |                                                                       |
| 29-4-1987                                                             | Dublino                                                               | Irlanda                                                               | 0 – 0                                                                 | Belgio                                                                | Qual. Euro 1988                                                       | -                                                                     |                                                                       |
| 9-9-1987                                                              | Rotterdam                                                             | Paesi Bassi                                                           | 0 – 0                                                                 | Belgio                                                                | Amichevole                                                            | -                                                                     |                                                                       |
| 23-9-1987                                                             | Sofia                                                                 | Bulgaria                                                              | 2 – 0                                                                 | Belgio                                                                | Qual. Euro 1988                                                       | -                                                                     |                                                                       |
| 14-10-1987                                                            | Glasgow                                                               | Scozia                                                                | 2 – 0                                                                 | Belgio                                                                | Qual. Euro 1988                                                       | -                                                                     |                                                                       |
| 11-11-1987                                                            | Bruxelles                                                             | Belgio                                                                | 3 – 0                                                                 | Lussemburgo                                                           | Qual. Euro 1988                                                       | -                                                                     |                                                                       |
| 19-1-1988                                                             | Ramat Gan                                                             | Israele                                                               | 2 – 3                                                                 | Belgio                                                                | Amichevole                                                            | 1                                                                     |                                                                       |
| 26-3-1988                                                             | Bruxelles                                                             | Belgio                                                                | 3 – 0                                                                 | Ungheria                                                              | Amichevole                                                            | -                                                                     |                                                                       |
| 5-6-1988                                                              | Odense                                                                | Danimarca                                                             | 3 – 1                                                                 | Belgio                                                                | Amichevole                                                            | -                                                                     |                                                                       |
| 12-10-1988                                                            | Anversa                                                               | Belgio                                                                | 1 – 2                                                                 | Brasile                                                               | Amichevole                                                            | -                                                                     |                                                                       |
| 19-10-1988                                                            | Bruxelles                                                             | Belgio                                                                | 1 – 0                                                                 | Svizzera                                                              | Qual. Mondiali 1990                                                   | -                                                                     |                                                                       |
| 16-11-1988                                                            | Bratislava                                                            | Cecoslovacchia                                                        | 0 – 0                                                                 | Belgio                                                                | Qual. Mondiali 1990                                                   | -                                                                     |                                                                       |
| 15-2-1989                                                             | Lisbona                                                               | Portogallo                                                            | 1 – 1                                                                 | Belgio                                                                | Qual. Mondiali 1990                                                   | -                                                                     |                                                                       |
| 29-4-1989                                                             | Bruxelles                                                             | Belgio                                                                | 2 – 1                                                                 | Cecoslovacchia                                                        | Qual. Mondiali 1990                                                   | -                                                                     |                                                                       |
| 23-8-1989                                                             | Bruges                                                                | Belgio                                                                | 3 – 0                                                                 | Danimarca                                                             | Amichevole                                                            | -                                                                     |                                                                       |
| 6-9-1989                                                              | Bruxelles                                                             | Belgio                                                                | 3 – 0                                                                 | Portogallo                                                            | Qual. Mondiali 1990                                                   | -                                                                     |                                                                       |
| 25-10-1989                                                            | Bruxelles                                                             | Belgio                                                                | 1 – 1                                                                 | Lussemburgo                                                           | Qual. Mondiali 1990                                                   | -                                                                     |                                                                       |
| 17-1-1990                                                             | Marousi                                                               | Grecia                                                                | 2 – 0                                                                 | Belgio                                                                | Amichevole                                                            | -                                                                     |                                                                       |
| 21-2-1990                                                             | Bruxelles                                                             | Belgio                                                                | 0 – 0                                                                 | Svezia                                                                | Amichevole                                                            | -                                                                     |                                                                       |
| 26-5-1990                                                             | Bruxelles                                                             | Belgio                                                                | 2 – 2                                                                 | Romania                                                               | Amichevole                                                            | -                                                                     | 46’                                                                   |
| 2-6-1990                                                              | Bruxelles                                                             | Belgio                                                                | 3 – 0                                                                 | Messico                                                               | Amichevole                                                            | -                                                                     | 46’                                                                   |
| 6-6-1990                                                              | Bruxelles                                                             | Belgio                                                                | 1 – 1                                                                 | Polonia                                                               | Amichevole                                                            | -                                                                     | 46’                                                                   |
| 17-6-1990                                                             | Verona                                                                | Belgio                                                                | 3 – 1                                                                 | Uruguay                                                               | Mondiali 1990 - 1º turno                                              | -                                                                     |                                                                       |
| 26-6-1990                                                             | Bologna                                                               | Belgio                                                                | 0 – 1 dts                                                             | Inghilterra                                                           | Mondiali 1990 - Ottavi di finale                                      | -                                                                     |                                                                       |
| 17-10-1990                                                            | Cardiff                                                               | Galles                                                                | 3 – 1                                                                 | Belgio                                                                | Qual. Euro 1992                                                       | -                                                                     |                                                                       |
| 13-2-1991                                                             | Terni                                                                 | Italia                                                                | 0 – 0                                                                 | Belgio                                                                | Amichevole                                                            | -                                                                     |                                                                       |
| 27-2-1991                                                             | Anderlecht                                                            | Belgio                                                                | 3 – 0                                                                 | Lussemburgo                                                           | Qual. Euro 1992                                                       | -                                                                     |                                                                       |
| 27-3-1991                                                             | Anderlecht                                                            | Belgio                                                                | 1 – 1                                                                 | Galles                                                                | Qual. Euro 1992                                                       | -                                                                     |                                                                       |
| 1-5-1991                                                              | Hannover                                                              | Germania                                                              | 1 – 0                                                                 | Belgio                                                                | Qual. Euro 1992                                                       | -                                                                     |                                                                       |
| 11-9-1991                                                             | Lussemburgo                                                           | Lussemburgo                                                           | 0 – 2                                                                 | Belgio                                                                | Qual. Euro 1992                                                       | -                                                                     | cap. 74’                                                              |
| 9-10-1991                                                             | Székesfehérvár                                                        | Ungheria                                                              | 0 – 2                                                                 | Belgio                                                                | Amichevole                                                            | -                                                                     | cap.                                                                  |
| 20-11-1991                                                            | Anderlecht                                                            | Belgio                                                                | 0 – 1                                                                 | Germania                                                              | Qual. Euro 1992                                                       | -                                                                     | cap.                                                                  |
| 25-3-1992                                                             | Parigi                                                                | Francia                                                               | 3 – 3                                                                 | Belgio                                                                | Amichevole                                                            | -                                                                     | cap.                                                                  |
| 22-4-1992                                                             | Anderlecht                                                            | Belgio                                                                | 1 – 0                                                                 | Cipro                                                                 | Qual. Mondiali 1994                                                   | -                                                                     | cap.                                                                  |
| 3-6-1992                                                              | Toftir                                                                | Fær Øer                                                               | 0 – 3                                                                 | Belgio                                                                | Qual. Mondiali 1994                                                   | -                                                                     | cap.                                                                  |
| 2-9-1992                                                              | Praga                                                                 | Cecoslovacchia                                                        | 1 – 2                                                                 | Belgio                                                                | Qual. Mondiali 1994                                                   | -                                                                     | cap.                                                                  |
| 14-10-1992                                                            | Anderlecht                                                            | Belgio                                                                | 1 – 0                                                                 | Romania                                                               | Qual. Mondiali 1994                                                   | -                                                                     | cap.                                                                  |
| 18-11-1992                                                            | Anderlecht                                                            | Belgio                                                                | 2 – 0                                                                 | Galles                                                                | Qual. Mondiali 1994                                                   | -                                                                     | cap.                                                                  |
| 13-2-1993                                                             | Nicosia                                                               | Cipro                                                                 | 0 – 3                                                                 | Belgio                                                                | Qual. Mondiali 1994                                                   | -                                                                     | cap.                                                                  |
| 31-3-1993                                                             | Cardiff                                                               | Galles                                                                | 2 – 0                                                                 | Belgio                                                                | Qual. Mondiali 1994                                                   | -                                                                     | cap. 20’                                                              |
| 22-5-1993                                                             | Anderlecht                                                            | Belgio                                                                | 3 – 0                                                                 | Fær Øer                                                               | Qual. Mondiali 1994                                                   | -                                                                     | cap.                                                                  |
| 13-10-1993                                                            | Bucarest                                                              | Romania                                                               | 2 – 1                                                                 | Belgio                                                                | Qual. Mondiali 1994                                                   | -                                                                     | cap.                                                                  |
| 4-6-1994                                                              | Bruxelles                                                             | Belgio                                                                | 9 – 0                                                                 | Zambia                                                                | Amichevole                                                            | -                                                                     | cap. 71’                                                              |
| 8-6-1994                                                              | Bruxelles                                                             | Belgio                                                                | 3 – 1                                                                 | Ungheria                                                              | Amichevole                                                            | -                                                                     | cap.                                                                  |
| 19-6-1994                                                             | Orlando                                                               | Belgio                                                                | 1 – 0                                                                 | Marocco                                                               | Mondiali 1994 - 1º turno                                              | -                                                                     | cap. 81’                                                              |
| 25-6-1994                                                             | Orlando                                                               | Belgio                                                                | 1 – 0                                                                 | Paesi Bassi                                                           | Mondiali 1994 - 1º turno                                              | -                                                                     | cap.                                                                  |
| 2-7-1994                                                              | Chicago                                                               | Belgio                                                                | 2 – 3                                                                 | Germania                                                              | Mondiali 1994 - Ottavi di finale                                      | 1                                                                     | cap.                                                                  |
| 22-4-1995                                                             | Molenbeek-Saint-Jean                                                  | Belgio                                                                | 1 – 0                                                                 | Stati Uniti                                                           | Amichevole                                                            | -                                                                     | cap.                                                                  |
| 26-4-1995                                                             | Anderlecht                                                            | Belgio                                                                | 2 – 0                                                                 | Cipro                                                                 | Amichevole                                                            | -                                                                     | cap.                                                                  |
| 7-6-1995                                                              | Skopje                                                                | Macedonia                                                             | 0 – 5                                                                 | Belgio                                                                | Qual. Euro 1996                                                       | 1                                                                     | cap.                                                                  |
| 6-9-1995                                                              | Bruxelles                                                             | Belgio                                                                | 1 – 3                                                                 | Danimarca                                                             | Qual. Euro 1996                                                       | 1                                                                     | cap. 67’                                                              |
| 15-11-1995                                                            | Limassol                                                              | Cipro                                                                 | 1 – 1                                                                 | Belgio                                                                | Qual. Euro 1996                                                       | -                                                                     | cap.                                                                  |
| Totale                                                                |                                                                       | Presenze                                                              | 77                                                                    |                                                                       | Reti                                                                  | 6                                                                     |                                                                       |

## Palmarès

### Competizioni nazionali
- Campionato belga: 4

Anderlecht: 1984-1985, 1985-1986, 1986-1987, 1994-1995
- Coppa del Belgio: 2

Anderlecht: 1987-1988, 1988-1989
- Supercoppa belga: 3

Anderlecht: 1985, 1987, 1995
- Coppa Italia: 1

Parma: 1991-1992

### Competizioni internazionali
- Coppa UEFA: 1

Anderlecht: 1982-1983
- Coppa delle Coppe: 1

Parma: 1992-1993
- Supercoppa UEFA: 1

Parma: 1993